# Mont-Saint-Martin, Aisne

Mont-Saint-Martin este o comună în departamentul Aisne din nordul Franței. În 1 ianuarie 2022 avea o populație de 70 de locuitori.